# Crack
|  | For det narkotiske stof, se Crack (kokain) |
Et crack er en programudvidelse, der gør, at et (demo af et) computerspil eller computerprogram kan køre uden begrænsninger, ligesom hvis man havde købt (den fulde version af) spillet eller programmet. Eller for at omgå at programmet tjekker om den originale CD/DVD er i drevet. Cracks udvikles som regel på den måde, at selve programmet bliver manipuleret af en programmør eller en person med kendskab til programmering. Det kræver ofte et solidt kendskab til Assemblersprog for at kunne forstå, hvordan programmet virker "under overfladen", og kunne slå begrænsningerne fra. Dernæst udgives cracket typisk på Internettet, hvorefter brugere kan hente det. Ordet crack bliver almindeligvis brugt som betegnelse for alle modifikationer, slår begrænsninger fra som ikke var den originale softwareudviklers hensigt (f.eks. keygens, patches og loaders).

## Hvor kommer cracket fra
Cracket bliver lavet af en programmerings kyndig der nu kaldes en cracker. Der findes et utal af crackere og cracker-teams.
Et cracker-team er bygget op af flere slags "medarbejdere"[kilde mangler] bl.a.
- Suppliers: Folk der har let tilgængelighed til nyt software. Kunne f.eks. være en der arbejder hos en softwarevirksomhed.
- Packers: Personer der kan dekryptere den kryptering der er på et stykke software.
- Coders: Personer der har forstand på program-kodning.

Når et cracker-team laver cracks er det (for det meste) kun for at more sig og konkurrere med andre teams.[kilde mangler] Det dugfriske crack bliver uploaded på en server, med meget begrænset adgang. Dem, der kan downloade cracket, uploader det et sted, hvor der er lidt bredere adgang, og herefter ryger det ud på diverse warez-sider.[kilde mangler]